# Fenton, Iowa
Fenton är en ort i Kossuth County i Iowa. Vid 2010 års folkräkning hade Fenton 279 invånare.